# Sabacheira

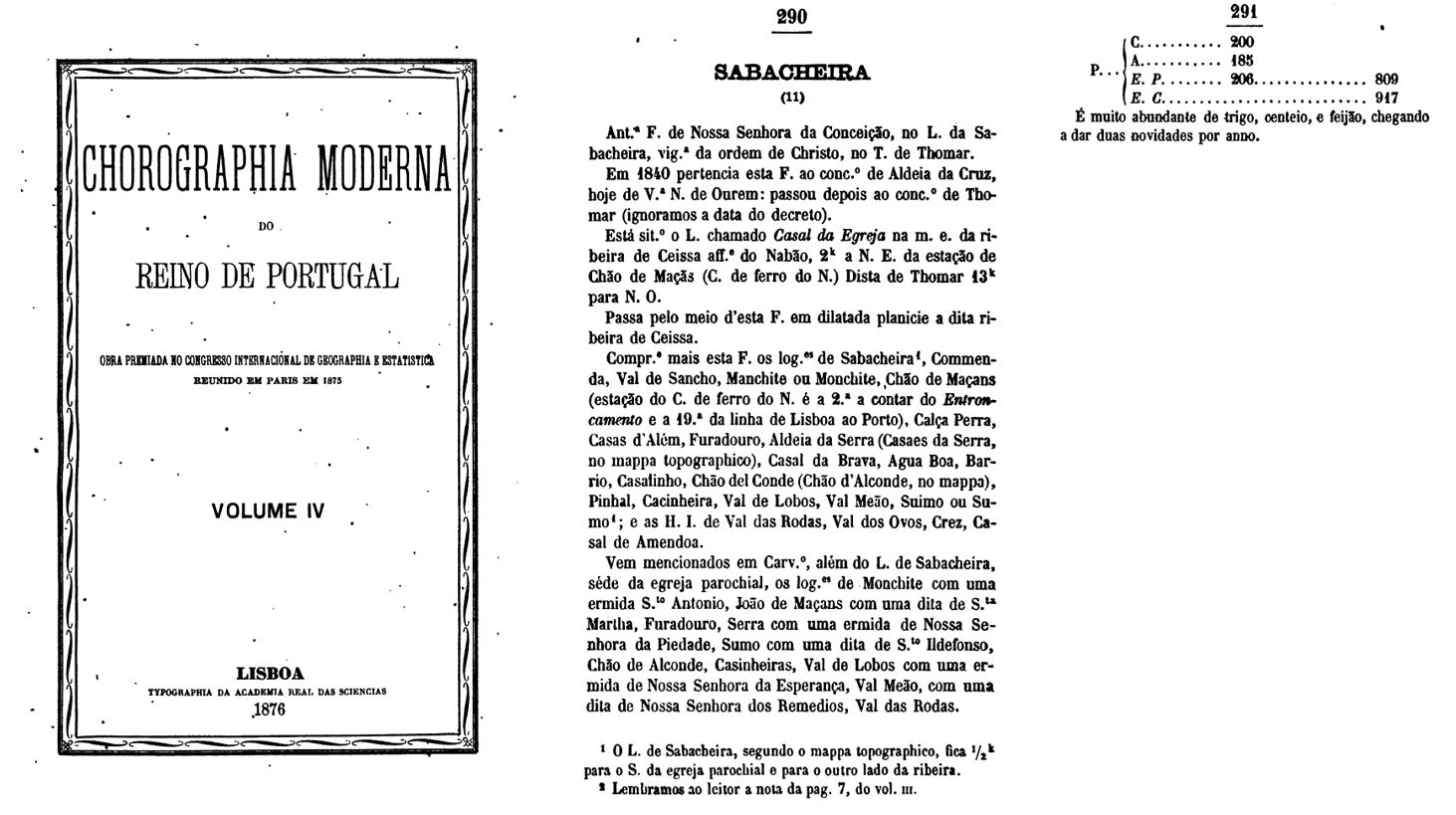
Sabacheira descrita em «Chorographia moderna do reino de Portugal, Vol. IV, 1876»

Sabacheira é uma povoação portuguesa sede da Freguesia de Sabacheira do Município de Tomar, freguesia com 34,35 km² de área e 844 habitantes (censo de 2021), tendo, por isso, uma densidade populacional de 24,6 hab./km².

## História
O território que compõe a atual freguesia da Sabacheira foi habitado desde épocas remotas, como comprovam vários vestígios pré-históricos aqui encontrados, incluindo antas. Os primeiros traços de ocupação, de acordo com vestígios encontrados, remontam ao período do paleolítico.
Ocupação Romana
Estas terras eram atravessadas por vias Romanas importantes como a de Golpilheira/Leiria (Collipo) a Tomar (Seilium)  que partindo do Collippo, a via cruza o rio Liz, continua pelo Alto da Quinta da Sardinha até Gondemaria, Santa Maria de Seiça (vestígios em Padrão, junto da igreja, e necrópole em Pombalinho), cruza a ribeira de Seiça e segue por Fontainhas, cruza a ribeira de Chão de Maçãs em Vale de Ovos e segue por Serra do Meio, Alto do Outeiro Rachado, Casal da Brava, calçada de Valinhos, Alto de Carregueiros/Casal da Estrada, Venda da Gaita, Cadeira d'El-Rei descendo depois pela cerca do Convento de Cristo até Tomar (Seilium).
A esta via de Collippo - Seilium ligava-se na Portela do Vale dos Ovos a outra via importante de Condeixa (Conimbriga) a Tancos (Tagus) e que partilhavam itinerário desde aí em direção a Norte cruzando a Ribeira de Chão de Maças.
O castro de Porto Velho, na atual freguesia de Formigais, tem na sua base uma vila romana, com materiais do séc. I d.C, pelo menos, mas a sua ocupação poderá remontar ao séc. I a.C.
Da Idade Média até ao século XX
O seu nome primitivo parece ter sido Santa Maria do Vale do Sancho, devido ao lugar, onde, no meio da freguesia, se situava a Igreja dedicada a Santa Maria.
Pensa-se que a Comenda da Sabacheira, nos territórios do Castelo de Tomar, tenha sido criada antes de 1410 (Amorim Rosa, 1988, p. 74). Era uma Comenda destinada aos heróis de África e em 1544 estava avaliada em 200 mil réis. Em 1505, no Tombo da Comenda das Pias aparenta ser mencionada como Sevacheira.
Aires de Saldanha, Vice-Rei da Índia foi um dos comendadores da Sabacheira  (tal como seu filho António de Saldanha e seu neto Ayres de Saldanha), continuando na sua varonia até Aires José Maria de Saldanha Albuquerque Coutinho Matos e Noronha, conde de Ega.
Nos registos (Livro 2.º da Ordem de Cristo, ANTT, pp. 415-417) relativos ao território de Tomar em 1570, mandados fazer pelo rei D. João III é feita a descrição da Comenda de Santa Maria da Savacheira:
Está esta Igreja situada no meio de sua freguesia onde se chama Val do Sancho, a limitação da freguesia é a própria limitação da comenda que há nela e que se chama a comenda da Sabacheira, é a seguinte:
(…) começa à Fonte do Azorrague ,que é ao Vendaval e daí se vai pela estrada que vai para Formigais, até aos lavradios de João das Maçãs e daí atravessa a ribeira de Ourém que é ao poente, e vai pela dita estrada sempre águas vertentes até ao Vale Meão e daí se vai direito à Ribeira de Formigais que é ao aguião, e daí pela dita ribeira acima, pelo meio da água até à foz do ribeiro ou Quebrada e até daqui onde começou, parte com o termo da vila de Ourém dis vai pelo dito ribeiro acima até
(…)
Há na freguesia desta igreja duas ermidas: São Vicente está além do rio em Formigais e São Miguel aquém do rio no lugar da Serra.
E as aldeias, casais e lugares  que mesma freguesia há são as seguintes,
- Aldeia do Furadouro tem quinze vizinhos,
- O casal do Furadouro tem quatro vizinhos,
- A aldeia de Joam de Maçaas tem quatorze vizinhos,
- A aldeia de Monchite tem treze vizinhos,
- O lugar da Serra Daquem tem oito vizinhos,
- O casal da Serra tem cinco vizinhos,
- A aldeia da Serra tem quinze vizinhos,
- O casal das Cadouças tem um morador,
- O casal das Cabeças tem um morador,
- A quinta de Val dos Ovos não vive nela ninguém ao presente,
- No lugar da Comenda vivem cinco vizinhos,
- O casal de Ribafria tem um morador
- Na aldeia do Suimo vivem treze moradores,
- No casal do Zambujal dois fogos,
- Na aldeia de Cham Dalconde vivem onze vizinhos,
- No casal do Barrio há dois fogos,
- Na aldeia de Valmeão há vinte fogos,
- No casal de Francisco Gil não vive ao presente ninguém,
- O casal do Acenso dois fogos,
- O casal de Valderrodas quatro moradores,
- O casal da Fermoza dois fogos
- O casal do Crasto um morador,
- O casal da Cacinheira de uma parte do rio e doutra tem cinco fogos,
- Val de Lobos tem seis fogos,
- O casal de Joam Ribeiro, que o chamam o pinchel tem dois fogos,
- O casal de Val do Sancho tem outros dois,
- Aos moinhos de Álvaro de Freitas um morador,
- A quinta de Luis Galvão tem um morador
Além do Rio,
O casal da Vermoeira que fica ainda aquém do rio aborda dele, tem seis fogos,
O casal do Castelo que são dois casais tem cinco fogos,
O casal do Machial tem um morador
O casal da Fonte tem três fogos,
A aldeia da Palmeria tem dez fogos,
A aldeia do Porto Velho tem nove fogos
O casal dos Gaiteiros tem cinco fogos
O casal de São Miguel tem quatro moradores,
Formigais que é aldeia tem oito fogos,
O casal dos Matos tem dois fogos,
O casal da Quebrada tem outros dois moradores,
A aldeia da Botelha tem seis fogos,
O casal da Fonte de Bogas que tem sete fogos,
Em 1701 a Sabacheira tinha então cerca de 200 habitantes e em 1758 tinha 220 fogos.
Desanexação de Formigais e integração no concelho (atual município) de Ourém
Com fundação algures no séc. XVII, a freguesia de Formigais seria reintegrada de novo na Comenda da Sabacheira em 1712.
Em 1840, a freguesia da Sabacheira (incluindo o território de Formigais) deixou de pertencer ao território de Tomar e passou para o Município de Ourém.
Formigais mantém-se até hoje no Município de Ourém mas a Sabacheira regressou ao Município de Tomar logo no ano de 1855 (nesse mesmo ano, e para compensar Ourém pela perda da Sabacheira, Espite é retirada do concelho (atual município) de Pombal - onde havia sido integrada em 1836 - e passa a integrar Ourém).
No entanto, Formigais quanto à jurisdição religiosa manteve-se ligada à Sabacheira até 1956, altura em que passou para a Diocese de Leiria-Fátima.
Ordenação heráldica do brasão e bandeira
Escudo de prata, armação de moinho de negro, cordoada do mesmo e vestida de verde e uma roda de azenha de vermelho, alinhadas em faixa, entre uma cruz da Ordem do Templo, em chefe e uma ponte de três arcos de negro, lavrada do campo, firmada nos flancos e movente de um pé ondado de azul e prata de três tiras. Coroa mural de prata de três torres. Listel branco, com a legenda a negro: “ SABACHEIRA “. Publicada no Diário da República, III Série de 23/07/2001
Topónimo
Segundo a tradição, o topónimo da freguesia teve origem numa qualidade de uva que era aqui cultivada. Quando as pessoas provavam estas uvas diziam: “Sabe e Cheira” e teria então esta expressão resultado no vocábulo Sabacheira.
Outra explicação apresentou Joaquim da Silveira, de que Sabacheira estaria ligado a Sabachão (forma arcaica de Sebastião).
Orago
O orago desta acolhedora freguesia é Nossa Senhora da Conceição, cuja festa se celebra no dia 8 de Dezembro. O dogma da Imaculada Conceição de Nossa Senhora foi proclamado pelo Papa Pio IX, em 1854, com a Bula Ineffabilis Deus, atendendo aos anseios mais profundos de toda a Igreja. Quatro anos após esta proclamação, Maria Santíssima apareceu a Bernardette Soubirous dizendo “Eu sou a Imaculada Conceição”. Em Portugal, o culto foi oficializado por D. João IV em 1640.
Regionalismos
Também esta região tem palavras ou expressões que passam de geração em geração, mas que em têm vindo a cair em desuso, devido às novas formas de comunicação:
- Troca-se o “b” pelo “v”: navos (nabos), coubes (couves), bacinas (vacinas), bassouras (vassouras);

- Omitem-se algumas sílabas: mê (meu) pai; nha (minha) mãe;

- Omissão de alguns sons: xpritos (espíritos)

- Troca-se o “g” pelo “d”: relâmpados (relâmpagos)

- Outros: gremelho (vermelho), jinela (janela)

## Demografia
A população registada nos censos foi:
| Distribuição da População por Grupos Etários | Distribuição da População por Grupos Etários | Distribuição da População por Grupos Etários | Distribuição da População por Grupos Etários | Distribuição da População por Grupos Etários |
| -------------------------------------------- | -------------------------------------------- | -------------------------------------------- | -------------------------------------------- | -------------------------------------------- |
| Ano                                          | 0-14 Anos                                    | 15-24 Anos                                   | 25-64 Anos                                   | > 65 Anos                                    |
| 2001                                         | 120                                          | 117                                          | 530                                          | 348                                          |
| 2011                                         | 88                                           | 79                                           | 462                                          | 326                                          |
| 2021                                         | 62                                           | 61                                           | 383                                          | 338                                          |

## Atualidade
Os fogos rurais e o êxodo da população têm marcado as últimas décadas, a desertificação potenciada pela inexistência de tecido económico relevante e que conduziu de 2000 a 2010 ao encerramento das 4 escolas primárias e jardins de infância existentes na freguesia (Chão de Maçãs-Gare, Sabacheira, Serras e Suimo).
O território, vasto e em grande parte dedicado a floresta industrial é assolado ciclicamente por grandes incêndios rurais como 2018, 2015, 2012, 2007 e cheias na ribeira da Sabacheira em Abril de 2013, Novembro de 2006 .
A revisão do PDM de Tomar (2014-2021) prevê uma nova zona industrial em Vale dos Ovos, pretendendo tirar partido das acessibilidades nessa zona (Linha do Norte e IC9).
As falhas e má qualidade do abastecimento de água, a ausência de rede de saneamento e a poluição do rio Nabão (em que um dos principais focos continua a ser a ETAR de Seiça, e o respetivo emissário de esgotos - instalado ao longo da ribeira de Seiça / Sabacheira - que coleta em exclusivo os esgotos do município de Ourém) têm sido também preocupações da população.

## Geografia

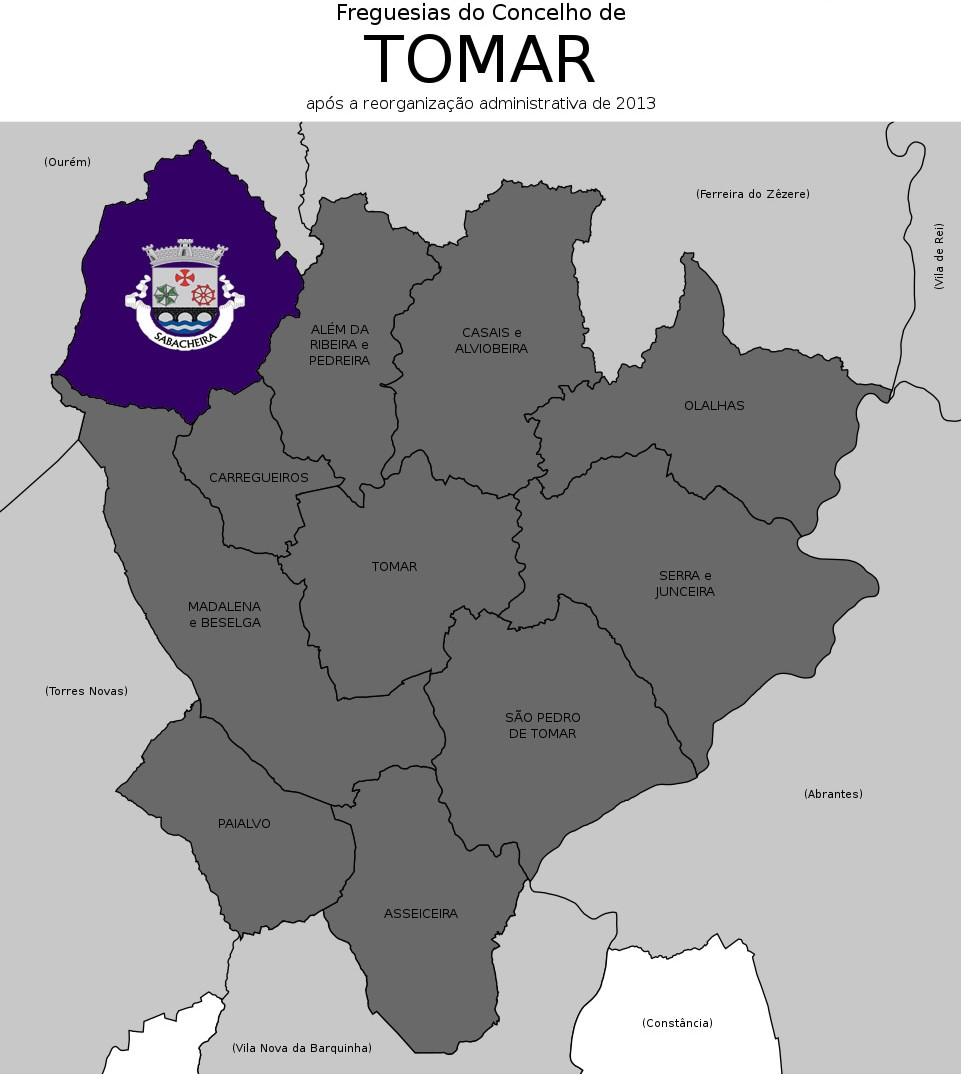
Freguesias do Município de Tomar (após reorganização administrativa de 2013)

Confronta com as freguesias de Alburitel, Seiça, União das freguesias de Freixianda, Ribeira do Fárrio e Formigais (Município de Ourém), Freguesia de Carregueiros, União das Freguesias de Madalena e Beselga, União das Freguesias de Além da Ribeira e Pedreira (Município de Tomar). 
Na prática acaba por estar entalada nos confins de três municípios: Tomar, Torres Novas e Ourém separados entre si pela barreira natural que é o vale do rio Nabão.
O território da freguesia da Sabacheira estende-se ao longo do vale da ribeira da Sabacheira, afluente do rio Nabão (também denominada ribeira de Seiça enquanto atravessa o território do Município de Ourém, com nascente próximo de Fátima)  onde se encontra a sede de freguesia. É uma das freguesias do país com mais terrenos baldios e é formada por uma série de pequenos aglomerados populacionais algo dispersos entre si.

Em termos de orografia, a freguesia é limitado a norte pelas cumeeiras das elevações do Salgado (211m) e Vale Meão (191 m), a nascente pelo vale do canhão fluvio-cársico do rio Nabão e a poente pela Serra da Seara.
O território da Sabacheira insere-se numa região de serras, "furadouros" e "covões" onde quase se encontram o Maciço Calcário Estremenho e o Maciço Calcário de Condeixa-Sicó-Alvaiázere (este integrando a Rede Natura 2000 (Sítio Sicó-Alvaiázere)  e em particular os Matos e Carvalhais da Sabacheira.
Este quase-encontro de Maciços Calcários possibilitou longo dos tempos a existência de vias muito relevantes como Via Romana, Estrada Real e mais recentemente no século XIX a Linha do Norte (que na sua construção tirou o máximo partido da orografia, culminando com o acesso em túnel e trincheiras em Chão de Maçãs).
Atravessa esta freguesia a estrada nacional que liga Leiria a Tomar (a EN 113) e o Itinerário Complementar IC9, com nó em Vale dos Ovos . 
Passa igualmente pela freguesia a linha ferroviária, a Linha do Norte (Lisboa-Porto) com  Estação Ferroviária de Chão de Maçãs-Fátima, na localidade de Chão de Maças-Gare, e o apeadeiro de Seiça-Ourém (este já na freguesia de Seiça, a 300m do lugar do Estremadouro).

## Lugares da freguesia
Os lugares que compõem a freguesia são os seguintes:
- Água Boa (lugar abandonado após incêndios de 2017)[26]
- Bárrio
- Cacinheira (ou Cassinheira, lugar abandonado no final do séc. XX)
- Calça Perra
- Casal Cruz da Légua
- Casal da Brava
- Casal da Igreja
- Casal Julião
- Casalinho
- Casas de Além
- Chão de Maçãs - Gare
- Chão de Maçãs
- Comenda
- Estremadouro
- Furadouro
- Monchite
- Pinhal
- Sabacheira
- Serras (aglomerado das aldeias de Serra de Cima, Serra do Meio e Serra de Baixo)
- Sobral
- Suimo
- Vale de Lobos
- Vale Sancho
- Vale do Castanheiro
- Vale dos Ovos
- Vale Meão
- Chão D'El Conde (lugar abandonado no início do séc. XX)
- Vale de Rodas (lugar abandonado no séc. XVIII)

Outros locais, ermos ou desabitados:
- Agroal (margem direita)
- Chão D'El Conde (ou Chão de Alconde), aldeia abandonada início séc.XX
- Vale de Rodas, povoado medieval
- Mendacha
- Várzea do Furadouro

## Património
A freguesia de Sabacheira é detentora de um vasto património natural, arquitetónico e arqueológico, que já é referido em documentos do século XVIII:

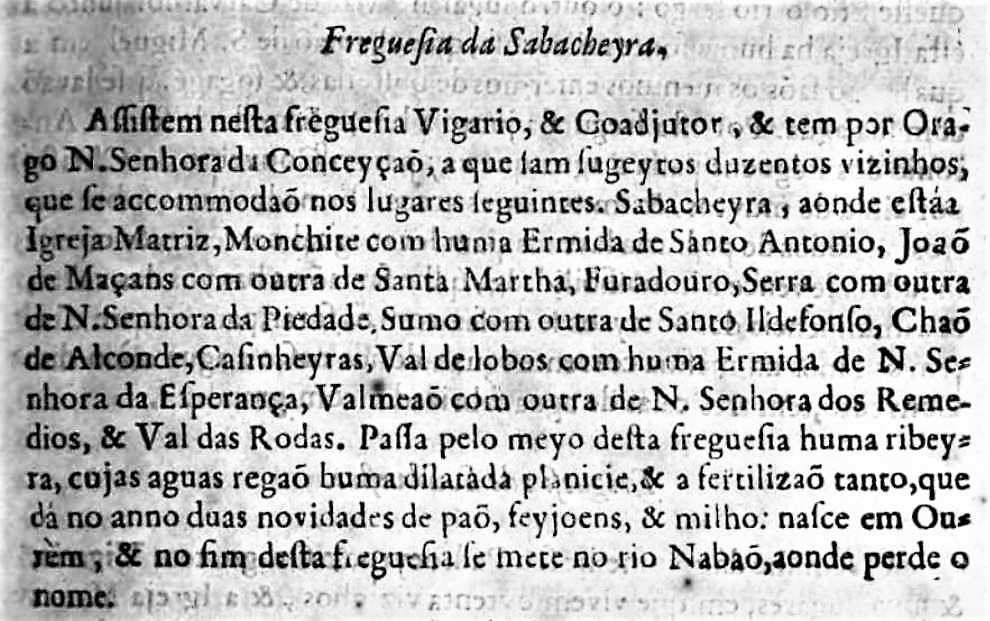
"Freguesia da Sabacheyra - Corografia Portugueza, e descripçam topografica do famoso reyno de Portugal, Volume 3, 1712"

«Sabacheyra, aonde está a Igreja Matriz, Monchite com huma Ermida de Santo Antonio, João de Maçans com outra de Santa Martha, Furadouro, Serra com outra de N. Senhora da Piedade, Suimo com outra de Santo Ildefonso, Chão de Alconde, Casinheyras, Val de Lobos com uma Ermida de N. Senhora da Esperança, Valmeão com outra de N. Senhora dos Remédios, & Val das Rodas. Passa pelo meyo desta freguesia huma ribeyra, cujas águas regão huma dilatada planicie, & a fertilizão tanto, que dá no anno duas novidades de pão, feyjoens, & milho: nasce em Ourém, & no fim desta freguesia se mete no rio Nabão, aonde perde o nome.».
Na ribeira de Sabacheira (ou de Seiça), e no rio Nabão habita a rara lampreia de riacho (Lampreta planeri)

Atualmente, é a igreja paroquial de Nossa Senhora da Conceição o elemento arquitetónico de maior interesse na freguesia. Realça-se pelo interior e pela cruz processional seiscentista que se conserva na sacristia.
O “Inventário Artístico de Portugal” fez dela a seguinte descrição: “Interiormente, tem uma nave com teto de madeira de três planos, capela-mor com teto de caixotões, coro sobre colunas, dois altares colaterais e um lateral.
O altar colateral do lado do Evangelho, é formado por dois que se encontram no canto, em planos diferentes. Num deles está um S. Sebastião, escultura de madeira do século XVII. No presbitério, vê-se um cadeirão do século XVIII, com o fundo e espalda de coiro lavrado. Tem nas costas um monograma. Na sacristia guarda-se uma cruz processional, de prata, do fim do século XVI, na qual se notam diferentes acrescentos posteriores, mas que é um interessante exemplar pela forma da cruz, pelos remates dos braços e pelo nó finamente decorado de ornatos”.
| Designação                                                             | Local                  | Categoria              | Localização                                                           | Imagem |
| ---------------------------------------------------------------------- | ---------------------- | ---------------------- | --------------------------------------------------------------------- | ------ |
| Igreja Matriz de Nossa Senhora da Conceição                            | Sabacheira             | Arquitectura religiosa | https://www.openstreetmap.org/#map=17/39.67941/-8.48347               |        |
| Capela de Nossa Senhora da Piedade                                     | Serras (Serra do Meio) | Arquitectura religiosa | https://www.openstreetmap.org/#map=17/39.66276/-8.48040               |        |
| Capela de Nossa Senhora de Fátima                                      | Furadouro              | Arquitectura religiosa | https://www.openstreetmap.org/#map=17/39.65792/-8.50188               |        |
| Capela de Nossa Senhora dos Remédios                                   | Vale Meão              | Arquitectura religiosa | www.openstreetmap.org/#map=19/39.70312/-8.46593                       |        |
| Capela de Santa Marta                                                  | Casas de Além          | Arquitectura religiosa | https://www.openstreetmap.org/#map=18/39.67148/-8.49911               |        |
| Capela de Santo António                                                | Monchite               | Arquitectura religiosa | https://www.openstreetmap.org/#map=16/39.6805/-8.4939                 |        |
| Capela da quinta de Vale de Lobos                                      | Vale de Lobos          | Arquitectura religiosa | https://www.openstreetmap.org/way/1053757627#map=19/39.68151/-8.47498 |        |
| Canhão fluvio-cársico do Nabão                                         | Rio Nabão              | Património Natural     | https://www.openstreetmap.org/#map=15/39.6717/-8.4345                 |        |
| Algar da Cacinheira (ou Cassinheira)                                   | Cassinheira            | Património Natural     | https://www.openstreetmap.org/#map=16/39.6845/-8.4636                 |        |
| Gruta da Cassinheira                                                   | Cassinheira            | Património Natural     |                                                                       |        |
| Gruta da Mendacha                                                      | Mendacha               | Património Natural     | https://www.openstreetmap.org/#map=17/39.66678/-8.43185               |        |
| Nascente (excurgência) da Mendacha                                     | Mendacha               | Património Natural     | https://www.openstreetmap.org/#map=17/39.66678/-8.43185               |        |
| Grutas I e II do Vale Freixo                                           | Vale Freixo, Mendacha  | Património Natural     | https://www.openstreetmap.org/#map=17/39.66678/-8.43185               |        |
| Gruta "Buraco do Velho"                                                | Rio Nabão              | Património Natural     | https://www.openstreetmap.org/#map=18/39.67878/-8.43744               |        |
| Praia fluvial do Agroal (margem direita)                               | Rio Nabão              | Património Natural     | https://www.openstreetmap.org/#map=18/39.67878/-8.43744               |        |
| Praia fluvial da Mendacha                                              | Rio Nabão              | Património Natural     | https://www.openstreetmap.org/#map=17/39.66678/-8.43185               |        |
| Lapa do Pedro Mouro (na antiga pedreira do Sobral)                     | Sobral                 | Património Natural     | https://www.openstreetmap.org/#map=17/39.66298/-8.43508               |        |
| Ruínas de Moinhos de vento, no Cabeço do Moinho da Fita                | Serras                 | Arquitectura civil     | https://www.openstreetmap.org/#map=18/39.66466/-8.49715               |        |
| Lagar da antiga Quinta de Monchite                                     | Sabacheira             | Arquitectura civil     | https://www.openstreetmap.org/way/849600283                           |        |
| Moinho de água e lagar, em Calça Perra                                 | Calça Perra            | Arquitectura civil     |                                                                       |        |
| Açude da Calça Perra e canal rega, na ribeira da Sabacheira            | Calça Perra            | Arquitectura civil     | https://www.openstreetmap.org/#map=18/39.67413/-8.48839               |        |
| Ponte sobre ribeira da Sabacheira                                      | Sabacheira             | Arquitectura civil     | https://www.openstreetmap.org/#map=19/39.67734/-8.48146               |        |
| Ponte do Estremadouro sobre ribeira da Sabacheira                      | Estremadouro           | Arquitectura civil     | https://www.openstreetmap.org/#map=18/39.67430/-8.50299               |        |
| Ruínas do antigo lugar de Chão D'El Conde (ou Chão de Alconde)         | Chão D'El Conde        | Arquitectura civil     | https://www.openstreetmap.org/#map=17/39.67899/-8.44522               |        |
| Rádio Farol de Chão de Maças (VOR Fátima, Navegação Aérea)             | Chão de Maças          | Transportes            | https://www.openstreetmap.org/#map=17/39.66376/-8.49779               |        |
| Estação Ferroviária Chão de Maças-Fátima                               | Chão de Maças-Gare     | Transportes            | https://www.openstreetmap.org/#map=19/39.65373/-8.49321               |        |
| Túnel Ferroviário de Chão de Maçãs                                     | Chão de Maças-Gare     | Transportes            | https://www.openstreetmap.org/#map=17/39.66376/-8.49779               |        |
| Serra da Seara                                                         | Chão de Maças-Gare     | Património Natural     | https://www.openstreetmap.org/#map=17/39.64592/-8.50264               |        |
| Antigo forno de cal "Tóino Nunes"                                      | Vale dos Ovos          | Arquitectura civil     | https://www.openstreetmap.org/#map=19/39.64750/-8.49039               |        |
| Fontes da Serra de Baixo                                               | Serras                 | Arquitectura civil     | https://www.openstreetmap.org/#map=19/39.65744/-8.48005               |        |
| Fonte do Casal Julião                                                  | Casal Julião           | Arquitectura civil     | https://www.openstreetmap.org/#map=19/39.65019/-8.46567               |        |
| Fonte do Suimo                                                         | Suimo                  | Arquitectura civil     | https://www.openstreetmap.org/#map=18/39.67141/-8.45864               |        |
| Unidade de Cuidados de Saúde Personalizados Tomar - Polo da Sabacheira | Serra de Cima          | Saúde                  | https://www.openstreetmap.org/#map=19/39.66742/-8.48301               |        |
| Espaço Cidadão Sabacheira                                              | Chão de Maçãs - Gare   | Administração Pública  | https://www.openstreetmap.org/#map=19/39.65373/-8.49321               |        |
| Antiga casa "Alberto Pinheiro"                                         | Chão de Maçãs - Gare   | Arquitectura civil     | https://www.openstreetmap.org/#map=19/39.65430/-8.49349               |        |
| Viaduto IC9 "Ribeira de Chão de Maçãs                                  | Vale dos Ovos          | Arquitectura civil     |                                                                       |        |

## Política

### Eleições autárquicas
| Data | Inscritos | Votantes | %     | M  | %       | M       | %     | M   | %     | M  | %     | M   | %       | M       | %    | M  | %              | M              |
| Data | Inscritos | Votantes | PS    | PS | PPD/PSD | PPD/PSD | CDS   | CDS | AD    | AD | APU   | APU | PCP/PEV | PCP/PEV | BE   | BE | CDS-PP.MPT.PPM | CDS-PP.MPT.PPM |
| ---- | --------- | -------- | ----- | -- | ------- | ------- | ----- | --- | ----- | -- | ----- | --- | ------- | ------- | ---- | -- | -------------- | -------------- |
| 1976 | 1094      | 558      | 51,47 | 6  | 32,62   | 3       | 6,99  | 0   |       |    |       |     |         |         |      |    |                |                |
| 1979 | 1132      | 765      | 43,27 | 6  | AD      | AD      | AD    | AD  | 41,57 | 6  | 12,03 | 1   |         |         |      |    |                |                |
| 1982 | 1150      | 691      | 33,57 | 5  |         |         |       |     | 42,84 | 6  | 17,37 | 2   |         |         |      |    |                |                |
| 1985 | 1155      | 723      | 43,71 | 4  | 35,68   | 4       | 13,14 | 1   |       |    | 4,98  | 0   |         |         |      |    |                |                |
| 1989 | 1148      | 755      | 46,36 | 5  | 43,18   | 4       |       |     |       |    |       |     | 6,62    | 0       |      |    |                |                |
| 1993 | 1177      | 801      | 43,57 | 4  | 42,20   | 4       |       |     |       |    |       |     | 11,11   | 1       |      |    |                |                |
| 1997 | 1166      | 778      | 47,3  | 5  | 38,43   | 4       | 6,94  | 0   |       |    |       |     | 4,11    | 0       |      |    |                |                |
| 2001 | 1144      | 722      | 51,11 | 5  | 31,58   | 3       | 13,57 | 1   |       |    |       |     |         |         |      |    |                |                |
| 2005 | 1056      | 689      | 58,78 | 6  | 26,56   | 2       | 10,45 | 1   |       |    |       |     |         |         |      |    |                |                |
| 2009 | 1050      | 668      | 60,93 | 6  | 33,98   | 3       |       |     |       |    |       |     |         |         |      |    |                |                |
| 2013 | 994       | 652      | 55,67 |    | 35,73   |         |       |     |       |    |       |     | 2,52    | 0       |      |    |                |                |
| 2017 | 938       | 596      | 61,39 | 6  | 20,0    | 1       | 5,04  | 0   |       |    |       |     | 7,48    | 0       | 6,09 | 0  |                |                |
| 2021 | 878       | 514      | 53,5  | 5  | 22,76   | 2       |       |     |       |    |       |     | 8,75    | 0       |      |    | 9,92           | 0              |

#### Presidentes da Junta de Freguesia
Eleições após o 25 de Abril de 1974:
1976 a 1979 - José da Graça, PS
1979 a 1982 - Carlos da Conceição Neves (Ind.)
1982 a 1985 - Carlos da Conceição Neves (Ind.), AD
1985 a 2001 - Adelino Duarte, PS
2001 a 2013 - Fernando da Costa Graça, PS
desde 2013 - António Graça, PS

## Infraestruturas
- Linha ferroviária do Norte com Estação Ferroviária Chão de Maças-Fátima em Chão de Maçãs-Gare.

- Via rápida IC9 - troço Alburitel - Carregueiros com nó em Vale dos Ovos onde liga a N113 (Tomar - Ourém) - entrou ao serviço em 10/2009, tendo ocorrido danos ambientais[40] durante a construção.

- Rádio Farol de Chão de Maçãs (VOR Fátima, Navegação Aérea).

- ETAR (na Cacinheira) - inaugurada em 2002 ainda serve apenas o Município de Ourém[41] (no tratamento dos efluentes a 98% da população da Atouguia, 91% da população de N.ª Sr.ª da Piedade, 86% da população de Seiça, 80% da população de Alburitel, 45% da população de N. Sr.ª das Misericórdias e 39% da população de Fátima)[42] apesar de existirem planos para a ligação e tratamento dos esgotos domésticos [43][44]da freguesia da Sabacheira, que não têm redes de saneamento e tratamento de esgotos em funcionamento.
- Estação  REN "GRMS 8409 SABACHEIRA" de regulação de pressão e medição do Gasoduto da Rede Nacional Transporte de Gás Natural Liquefeito - ligação ao gasoduto de Córdoba  , na Serra do Meio

## Agricultura
A área média das explorações agrícolas é reduzida, o que é agravado pela sua dispersão em várias parcelas de pequena e muito pequena dimensão. São exploradas por conta própria, utilizando mão-de-obra familiar a tempo parcial, em regime de subsistência ou complementar de rendimentos provenientes de outras actividades.  
A região é do ponto de vista agrícola, dominada pelas culturas do olival e vinha. O olival é do tipo extensivo, sob coberto do qual se praticam, por vezes, culturas de sequeiro, no período outono-invernal. 
Frequentemente, os olivais encontram-se abandonados, sem quaisquer amanhos culturais. Esta situação de abandono, resultante da perda de rentabilidade dos sistemas tradicionais de sequeiro, incide especialmente nos locais mais afastados da aldeias, onde é visível a progressão de matos ou a transformação em floresta.  A vinha tradicional apresenta os mesmos sintomas de abandono que o olival. As culturas anuais são pouco abundantes, quer as culturas regadas, quer mesmo as de sequeiro.
As várzeas da ribeira da Sabacheira, das Amieiras e de Vale dos Ovos são áreas com algumas potencialidades agrícolas, porém na sua maior parte, encontram-se incultas há vários anos.

## Festas e romarias
- Festa em honra de Nossa Senhora da Conceição, a padroeira da freguesia, a 8 de Dezembro. Missa, procissão e leilão das promessas.
- Festa no lugar das Serras da Sabacheira, na 1ª quinzena de Junho.
- Festa no Lugar do Suimo, no 1º Domingo de Agosto.
- Festa na Sabacheira, a 5 de Outubro.
- Romagem a Dornes, na 2ª Feira do Espirito Santo (com o seu Cirio datado de 1863). Segundo reza a historia ao Povo da Sabacheira desloca-se a pedir protecção á Nossa Senhora do Pranto derivado a uma praga nas oliveiras.

## Colectividades e associações
- Centro Cultural e Recreativo dos Lugares Unidos (Suimo, Casalinho, Bárrio, Sobral e Casal da Brava), no Suimo.
- Clube Desportivo e Recreativo das Serras da Sabacheira (Serra de Cima, Serra de Baixo e Serra do Meio), no Parque Desportivo Avelino Nunes[45], em Serra de Cima. Fundado em Novembro de 1979, dedica-se a actividades desportivas e recreativas com abrangência em toda a freguesia, e resto do Município de Tomar e por proximidade tem vindo a estabelecer parcerias com outras associações do Município de Ourém. É o caso do futebol [46](vários escalões), passeios de motos e  automóveis clássicos , passeios de todo o terreno[47] e BTT, canoagem, caminhadas e corridas[48]. As suas instalações, bem equipadas, também têm sido utilizadas para actividades de outras associações e agrupamentos como Escuteiros.

- Clube Recreativo e Cultural da Freguesia da Sabacheira, na Sabacheira.
- Liga de Melhoramentos do Furadouro, no Furadouro.
- Grupo Desportivo, Recreativo e de Caça da Sabacheira, na Serra de Cima.

## Curiosidades históricas
Até o início do século XIX, havia registos de lobos nos bosques da freguesia e vale do Nabão, como atesta registo dos "Anais de Tomar", republicado pelo Jornal Cidade de Tomar  em 1955/07/31.
Em 1920, a população da Sabacheira era de 1629 pessoas.

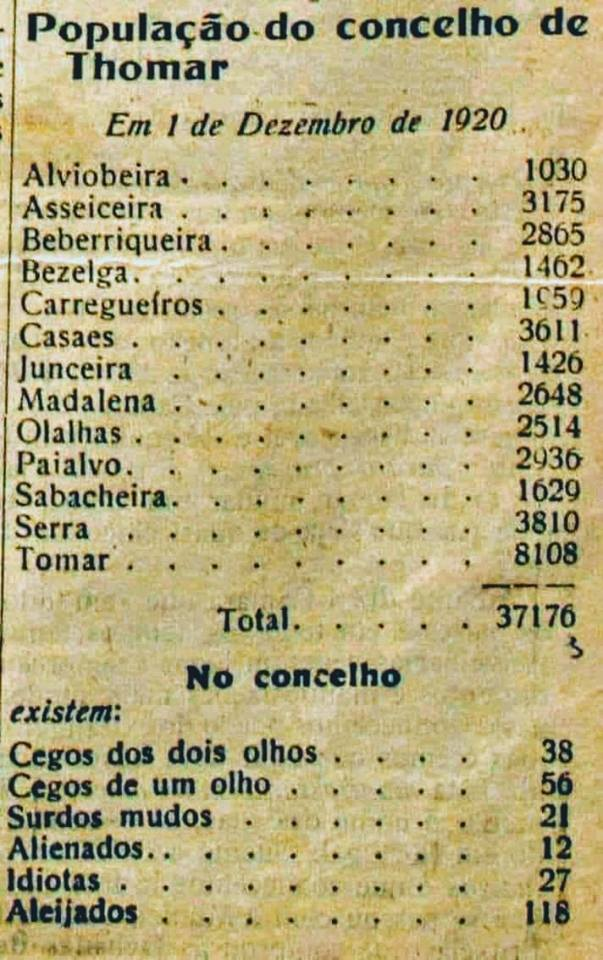